# Enquête civile
 (juillet 2023).
L’enquête civile, plus communément appelée recherche de débiteur, consiste à localiser un débiteur pour le compte d’un mandant et à déterminer son environnement économique,.
Ainsi, l’activité de l’enquête civile se distingue-t-elle des missions classiquement dévolues au détective classique (filatures, enquêtes terrains, recherche de preuves, infiltrations…).
Le métier de l’enquête civile se distingue également de celui de détective par son environnement.
Compte tenu de son objet même, l’intervention de l’enquêteur civil trouve en effet son fondement dans l’exécution d’un contrat ou d’une décision de justice, qui doit être clairement identifié avant toute prise en charge de dossier.
Ainsi, l’enquête civile constitue-t-elle aujourd’hui une prestation de service essentielle dans la gestion du risque d’un nombre important d’institutionnels au rang desquels figurent les banques, les établissements financiers, les sociétés de recouvrement (EOS Credirec, Intrum Justitia, Hoist Finance, etc.) les assurances, les organismes de logements locatifs, les sociétés de téléphonie, les sociétés de distribution d’eau ou d’énergie, ainsi que certaines administrations (URSSAF, ASSEDIC…).
Les enquêtes civiles peuvent être menées pour la recherche de personnes physiques (particuliers) ou personnes morales (sociétés). Dans ces deux situations, les demandes de renseignements ne vont pas être tout à fait de même nature :
- Personne physique : Dans ce cas les renseignements sont de type : adresse, situation au regard de l’emploi, coordonnées du partenaire financier ou le patrimoine...
- Personne morale : Dans ce cas, les informations seront beaucoup plus détaillées (identification de la société, des dirigeants, des partenaires bancaires)

Au-delà des recherches de débiteurs à proprement parler, l’enquête civile peut être engagée pour la recherche d’héritiers. Dans ce cas, il s’agit d’une veille successorale qui se déroulera selon les étapes suivantes :
- Détermination de la filiation du débiteur,
- Déclenchement de la veille successorale,
- Informations du décès,
- Suivi du décès : Recherche du notaire chargé de la succession, de l’ayant droit ou indication de la renonciation d’héritage.